# 톰 호먼
토마스 더글러스 호먼(영어: Thomas Douglas Homan, 1961년 11월 28일~)은 버락 오바마 행정부와 도널드 트럼프 행정부 시기 정부 인사로 재임하였던 미국의 전직 경찰관, 이민 관리관, 정치 평론가이다. 호먼은 2017년 1월 30일부터 2018년 6월 29일까지 미국 이민세관집행국 대행 국장을 역임하였으며, 추방 지지론자 및 피난처 도시 정책 반대론자이다. 행정부 내각에서 내려온 후 미국의 대표적인 보수 성향 매체 폭스 뉴스 기고자로 활동하였다.

## 생애
호먼은 뉴욕주 웨스트 카르타고 출생이다. 그는 제퍼슨 커뮤니티 대학에서 형사사법학 준학사 학위를, 뉴욕주립대 폴리테크닉 대학에서 학사 학위를 취득하였다. 1984년 이민 및 귀화국에 입사하기 전까지 웨스트 카르타고 지역 경찰관으로 일하기도 하였다. 국경 순찰대 요원, 조사관 및 감독관으로 일하던 중 2013년 버락 오바마 행정부 시기 미국 이민세관집행국 행정부국장으로 활동하게 된다.
2014년에는 아이들을 부모와 분리하는 것이 불법적인 국경 횡단을 억제하는 효과적인 수단이 될 것이라고 주장하기도 하였다.
2015년 오바마 대통령은 호먼에게 뛰어난 경영자 상인 대통령상을 수여하였다. 당시 워싱턴 포스트는 "토마스 호먼은 사람들을 추방하고 있다. 그는 그 일에 정말 능숙하다"고 평가하였다.

### 이민관세국 대행국장(2017~2018년)
2017년 1월 30일, 도널드 트럼프 대통령은 이민세관집행국(ICE) 대행국장(서리) 다니엘 래그스데일을 부국장으로 강등하고 호먼을 대행국장(서리)으로 임명하였다.
ICE 대행국장에 취임한 호먼은 불법 이민자들을 향해 "두려워해야 한다"고 말하였다.
2017년 11월 14일 트럼프 대통령은 호먼을 ICE 국장으로 지명하였다.
2018년 2월 호먼은 피난처 도시 정책을 지지하는 정치인들이 범죄로 기소되어야 한다고 발언하였다. 4월 30일, 그는 6월부터 ICE 국장대행직에서 물러나겠다고 발표했다. 2018년 6월 5일, 호먼은 이민연구센터 정책 책임자와의 토론에 참석하여 자녀를 부모로부터 분리하는 것을 옹호하는 발언을 하였다.

### 도널드 트럼프 2기 행정부
2024년 11월, 도널드 트럼프 대통령 당선인은 국경 통제와 이민 정책을 주관하는 '국경 차르'에 호먼을 지명하였다.
"국경 통제의 강력한 옹호자인 호먼 전 국장이 트럼프 행정부에 합류하게 될 것을 알려서 기쁩니다. 호먼은 불법 체류자를 본국으로 추방하는 일을 총괄하게 될 것입니다."— 도널드 트럼프 (호먼을 지명하며)

## 같이 보기
- 제2차 도널드 트럼프 내각